# Estación Chagas Dória
La Estación Chagas Dória es una estación de tren localizada en el municipio minero de São João del-Rei.